# Cai-Cassa (Ort, Lissadila)
Cai-Cassa (Caicassa, Kaikasa) ist ein osttimoresischer Ort im Suco Lissadila (Verwaltungsamt Loes, Gemeinde Liquiçá).
Das Dorf liegt im Zentrum der Aldeia Cai-Cassa, in einer Meereshöhe von 209 m. Es befindet sich am Westufer des Emderilua, der zum Flusssystem des Lóis gehört. Straßen verbinden die Siedlung mit Darulema im Süden und Esloso und Manuquibia im Norden.